# Laboratoire suisse d'analyse du dopage
Pour les articles homonymes, voir LAD.
Le Laboratoire suisse d'analyse du dopage (LAD) est l'unique laboratoire antidopage en Suisse. Il est situé à Épalinges dans l'agglomération de Lausanne.
La direction du laboratoire est assurée par Tiia Kuuranne.
Le 9 octobre 2019, le LAD annonce avoir mis au point une nouvelle méthode de détection du dopage sanguin qui ne nécessite qu'une goutte de sang recueillie au bout du doigt et séchée sur du papier buvard. L'échantillon peut ensuite être transmis par simple envoi postal au laboratoire, où l'analyse ne prend que quelques heures.